# Episodi di American Dad! (quattordicesima stagione)
La quattordicesima stagione di American Dad! è andata in onda negli Stati Uniti dal 7 novembre 2016 all'11 settembre 2017 su TBS.
In Italia i primi 13 episodi sono andati in onda dal 10 al 24 luglio 2017 su Italia 1, saltando l'episodio 4, trasmesso dopo la mezzanotte del 24 ottobre 2017, e l'episodio 7, trasmesso il 22 dicembre 2017 nello speciale di Natale. 
 Gli episodi 14, 15 e 16 sono stati trasmessi rispettivamente il 25 ottobre, il 1° e il 7 novembre 2017 dopo la mezzanotte con orario variabile tra le 01:05 e le 01:40. 
 Gli episodi 18, 20, 21 e 22 sono stati trasmessi su Italia 1 rispettivamente il 1°, il 2, il 3 e il 6 agosto 2018 alle 15:00. L'episodio 17 (che sarebbe dovuto andare in onda dopo la mezzanotte del 14 novembre 2017, ma poi mai trasmesso) e 19 sono stati trasmessi dopo la mezzanotte del 13 febbraio 2020 dopo Le Iene dalle 01:05 circa sempre su Italia 1.
La stagione completa è stata trasmessa tra il 10 luglio 2017 e il 14 febbraio 2020, mentre dall'11 agosto 2021 è stata pubblicata integralmente sulla piattaforma Disney+.
È la prima stagione della serie ad essere mandata in onda in Italia prima che la trasmissione originale negli Stati Uniti terminasse.
| N° | Codice di produzione | Titolo italiano                    | Titolo originale                 | Prima TV USA      | Prima TV Italia  |
| -- | -------------------- | ---------------------------------- | -------------------------------- | ----------------- | ---------------- |
| 1  | BAJN01               | Festa del papà                     | Father's Daze                    | 7 novembre 2016   | 10 luglio 2017   |
| 2  | BAJN02               | La storia di Charles Lindbergh     | Fight and Flight                 | 14 novembre 2016  | 11 luglio 2017   |
| 3  | BAJN03               | L'illuminazione di Ragi-Baba       | The Enlightenment of Ragi-Baba   | 21 novembre 2016  | 12 luglio 2017   |
| 4  | BAJN04               | L'arte di Reynolds Jasperterian    | Portrait of Francine's Genitals  | 28 novembre 2016  | 25 ottobre 2017  |
| 5  | BAJN05               | Mamma alle Bahamas                 | Bahama Mama                      | 5 dicembre 2016   | 13 luglio 2017   |
| 6  | BAJN06               | Il bambino di Roger                | Roger's Baby                     | 12 dicembre 2016  | 14 luglio 2017   |
| 7  | BAJN07               | Novanta gradi a Nord, zero a Ovest | Ninety North, Zero West          | 19 dicembre 2016  | 22 dicembre 2017 |
| 8  | BAJN09               | La grande ossessione               | Whole Slotta Love                | 10 aprile 2017    | 18 luglio 2017   |
| 9  | BAJN13               | Gli stregoni di Langley            | The Witches of Langley           | 17 aprile 2017    | 17 luglio 2017   |
| 10 | BAJN10               | Una bella serata per farsi un giro | A Nice Night for a Drive         | 24 aprile 2017    | 19 luglio 2017   |
| 11 | BAJN11               | E il vincitore è...                | Casino Normale                   | 1º maggio 2017    | 20 luglio 2017   |
| 12 | BAJN12               | Steve il bazooka                   | Bazooka Steve                    | 29 maggio 2017    | 21 luglio 2017   |
| 13 | BAJN08               | I boss del Campawanda              | Camp Campawanda                  | 5 giugno 2017     | 24 luglio 2017   |
| 14 | BAJN14               | Julia Rogerts                      | Julia Rogerts                    | 12 giugno 2017    | 26 ottobre 2017  |
| 15 | BAJN15               | Vita e opere di Stan Smith         | The Life and Times of Stan Smith | 24 luglio 2017    | 2 novembre 2017  |
| 16 | BAJN21               | The Bitchin Race                   | The Bitchin Race                 | 31 luglio 2017    | 8 novembre 2017  |
| 17 | BAJN17               | Il piano famiglia                  | Family Plan                      | 7 agosto 2017     | 14 febbraio 2020 |
| 18 | BAJN18               | Una partita memorabile             | The Long Bomb                    | 14 agosto 2017    | 1º agosto 2018   |
| 19 | BAJN19               | L'amore all'improvviso             | Kloger                           | 21 agosto 2017    | 14 febbraio 2020 |
| 20 | BAJN20               | Missione rimozione rifiuti         | Garbage Stan                     | 28 agosto 2017    | 2 agosto 2018    |
| 21 | BAJN16               | Il talento di Mr. Dingleberry      | The Talented Mr. Dingleberry     | 4 settembre 2017  | 3 agosto 2018    |
| 22 | BAJN22               | A ovest verso il Messico           | West to Mexico                   | 11 settembre 2017 | 6 agosto 2018    |

## Festa del papà
- Sceneggiatura: Jordan Blum e Parker Deay
- Regia: Chris Bennett
- Messa in onda originale: 7 novembre 2016
- Messa in onda italiana: 10 luglio 2017

La famiglia Smith si dimentica di festeggiare la festa del papà. Stan si arrabbia per ciò, così i familiari decidono di festeggiare il giorno successivo. Stan però, non soddisfatto della festa, decide di cancellare ogni giorno la memoria ai suoi familiari con un marchingegno della CIA per far credere loro di trovarsi sempre nel giorno successivo a quello della festa del papà. Alla fine viene scoperto, così lui decide di cancellare loro la memoria un'altra volta, scoprendo però che Klaus ha rotto il marchingegno. Dato che anche gli altri membri della famiglia vogliono dimenticare quella brutta giornata, vanno a cercare insieme un altro oggetto uguale per scordare il tutto ma, dopo averlo trovato, cambiano idea e decidono di mantenere la memoria dell'accaduto.

## La storia di Charles Lindbergh
Dopo che Steve prende una F, Stan si impegna per fargli fare un viaggio in aereo come quello di Charles Lindbergh. Intanto Klaus dopo aver comprato delle scarpe online sospetta che siano state rubate da uno dei vicini.

## L'illuminazione di Ragi-Baba
Hailey e Roger iniziano a frequentare un corso di meditazione. Steve e Stan diventano apprendisti in un ristorante di sushi. 

## L'arte di Reynolds Jasperterian
Stan rimane imbarazzato quando un famoso artista espone nel museo un ritratto dei genitali di Francine. 

## Mamma alle Bahamas
Stan non si sente pronto a diventare nonno quando Hailey e Jeff annunciano di voler avere un figlio. Steve e Klaus intanto entrano in una gang di spacciatori.

## Il bambino di Roger
Roger accetta di dare alla luce Jeff, così che possa tornare ad essere umano ed abbia un figlio con Hayley.

## Novanta gradi a Nord, zero a Ovest
Gli Smith partono per il Polo Nord per salvare Steve che è stato rapito da Babbo Natale. Il suo piano è quello di utilizzare i bambini per trovare una pietra preziosa per un antico rituale. 

## La grande ossessione
Francine diventa meno attratta da Stan quando comincia ad appassionarsi alle gare di macchine telecomandate. Intanto Roger diventa un hostess per fare ridere le persone sugli aerei, ma una collega sembra più brava di lui.

## Gli stregoni di Langley
Steve e i suoi amici iniziano a praticare la stregoneria per diventare popolari a scuola. Stan e Klaus diventano ossessionati dalle band anni '90. 

## Una bella serata per farsi un giro.
Klaus viene trasferito nel sistema di navigazione della macchina di Stan, quando lui si rifiuta di pagargli una costosa operazione chirurgica. Steve e i suoi amici fanno uno scherzo a Roger che li terrorizza per vendetta. 

## E il vincitore è...
Francine ruba delle informazioni dalla CIA e finge di essere una criminale per cercare di rendere Stan più seducente. Roger vuole vendicarsi di Jay Leno.

## Steve il bazooka
Steve diventa la persona più odiata di Langley Falls, dopo che convince il quarterback dei Bazooka Sharks a ritirarsi. Roger costringe Hailey a diventare un autista di taxi per pagare i suoi debiti. 

## I boss del Campawanda
Steve è furioso con Snot quando inizia a trattarlo male durante il campo estivo. 

## Julia Rogerts
Roger si traveste da Julia Roberts in una piccola città dopo aver ferito i sentimenti di Stan. Steve scopre che Jeff e Barry non si sono mai incontrati, così gli organizza un incontro. 

## Vita e opere di Stan Smith
Roger fa credere a Stan di aver avuto un attacco di cuore. Klaus porta Steve all'università dell'Arizona per una visita al college.

## The Bitchin Race
La famiglia Smith partecipa ad un reality show in giro per il mondo. Dopo che Stan e Hailey abbandonano i demotivati Francine e Steve, finiscono in una prigione.

## Il piano famiglia
Francine decide di conoscere la sua famiglia biologica quando vuole affrontare l'esperienza di avere una famiglia numerosa. Stan intanto diventa ossessionato dal programma Cacciatori di Tesori. 

## Una partita memorabile
Mentre sono allo stadio Stan e Hailey affrontano dei terroristi che vogliono far esplodere la Bazooka Shark Arena. Roger finge di essere un'escort.

## L'amore all'improvviso
Roger e Klaus iniziano ad avere una relazione segreta, dopo che i due finiscono per avere casualmente un appuntamento. 

## Missione rimozione rifiuti
Stan e Steve aprono una ditta di smaltimento rifiuti padre-figlio dopo che Stan eredita il camion di suo padre. Roger intanto scopre che Hailey ha un talento per il biliardo. 

## Il talento di Mr. Dingleberry
Roger diventa una marionetta e comincia a sabotare i concorrenti per far vincere Steve al talent show della scuola. 

## A ovest verso il Messico
Nel vecchio west, Stan diventa un ricercato e deve scappare da Roger il cacciatore di taglie.